# Taiwu
Taiwu (chinesisch 泰武鄉, Pinyin Tàiwǔ Xiāng) ist eine Landgemeinde im Landkreis Pingtung auf Taiwan (Republik China).

## Lage
Taiwu ist eine Berglandgemeinde im südlichen Abschnitt des Taiwanischen Zentralgebirges. Die beiden höchsten Erhebungen sind der 3090 Meter hohe Nordgipfel des Dawushan (Bei-Dawushan, 北大武山) an der Grenze zu den Nachbargemeinden Wutai und Jinfeng sowie der 2841 Meter hohe Südgipfel des Dawushan (Nan-Dawushan, 南大武山) im südlichen Abschnitt der Grenze zu Jinfeng. Die Höhe über dem Meeresspiegel in den Tälern liegt teilweise nur bei etwa 100 Metern.
In Taiwu herrscht ein tropisches Monsunklima. In den Ebenen variieren die Durchschnittstemperaturen zwischen 27 °C im Sommer und 18–19 °C im Winter. Der größte Jahresniederschlag findet sich in den Bergregionen (bis über 4000 mm jährlich). Wie andere Berglandgemeinden auch ist Taiwu in der Vergangenheit wiederholt von Naturkatastrophen heimgesucht worden (Erdrutsche, Überschwemmungen, Erdbeben), die dazu führten, dass die Bewohner der Dörfer mehrfach an andere Orte umgesiedelt werden mussten.
Die Nachbargemeinden sind Jinfeng (im benachbarten Landkreis Taitung) im Osten, Wutai im Nordosten, Majia im Norden, Wanluan im Westen und Laiyi im Süden.

## Geschichte
Seit Jahrhunderten sind die Paiwan, ein austronesisches indigenes Volk Taiwans in dem Gebiet ansässig. Während der Zeit der Zugehörigkeit Taiwans zum Chinesischen Kaiserreich bewahrten sie sich weitgehend ihre Unabhängigkeit und wurden erst zur Zeit der japanischen Herrschaft (1895–1945) unterworfen und gewissermaßen „zivilisiert“. Nach dem Zweiten Weltkrieg kam Taiwan zur Republik China. Im Jahr 1946 wurde das Gebiet als Landgemeinde Taiwu organisiert. Der Name ist vom Berg Dawu (Dawushan) abgeleitet. Da der Name „Dawu“ (大武) bereits für eine Gemeinde im Landkreis Taitung vergeben war, wurde der Name zu „Taiwu“ variiert. Ab 1950 gehörte Taiwu zum neu eingerichteten Landkreis Pingtung.

## Bevölkerung
Nach der offiziellen Statistik gehörten Ende 2017 5134 Personen (etwa 95 %) den indigenen Völkern an. Ganz überwiegend handelte es sich um Paiwan.

## Verwaltungsgliederung
| Ulaljuc 泰武村 Kazazaljan 萬安村 Kaviyangan 佳平村 Apudan 武潭村 Piuma 平和村 Puleti 佳興村 ↓ zu Ulaljuc |

Taiwu ist in 6 Dörfer unterteilt (Namen in der Paiwan-Sprache, in chinesischer Schrift und Transkription).
- Kaviyangan (佳平村, Jiaping)
- Apudan (武潭村, Wutan)
- Piuma (平和村, Pinghe)
- Kazazaljan (萬安村, Wan’an)
- Puleti (佳興村, Jiaxing)
- Ulaljuc (泰武村, Taiwu)

## Verkehr
In Taiwu gibt es keine größeren Kreis- oder Provinzstraßen. Im Westen des Gemeindegebiets stellen die Gemeindestraße 99, 102 und 106 eine Verbindung zur weiter westlich in Nord-Süd-Richtung verlaufenden Kreisstraße 185 her.

## Landwirtschaftliche Produkte
In Taiwu werden angebaut: Reis, Kolbenhirse, Kartoffeln, Maniok, Taro, Mais, Catjangbohnen, Sojabohnen, Erdnüsse und Chinesische Yamswurzeln, außerdem Kaffee, Betelnüsse, essbare Canna, Maulbeeren, Zuckerrohr, Muschelingwer, Ingwer, Hibiscus, u. a. m. An Obstsorten werden kultiviert: Mango, Javaapfel, Ananas, Guave, Banane, Longan, Litschi, Zitrusfrüchte, sowie an Gemüsesorten Kohl, Tomaten, Paprika, Rettich, Wasserspinat, Kürbis, u. a. m.
Eine gewisse Besonderheit Taiwus ist der Kaffeeanbau, der auf die Zeit der japanischen Herrschaft zurückgeht. Nach 1945 verfiel der Kaffeeanbau zunächst, erlebte aber etwa ab dem Jahr 2000 wieder eine Renaissance. Taiwu ist das größte Kaffeeanbaugebiet Taiwans.

## Besonderheiten

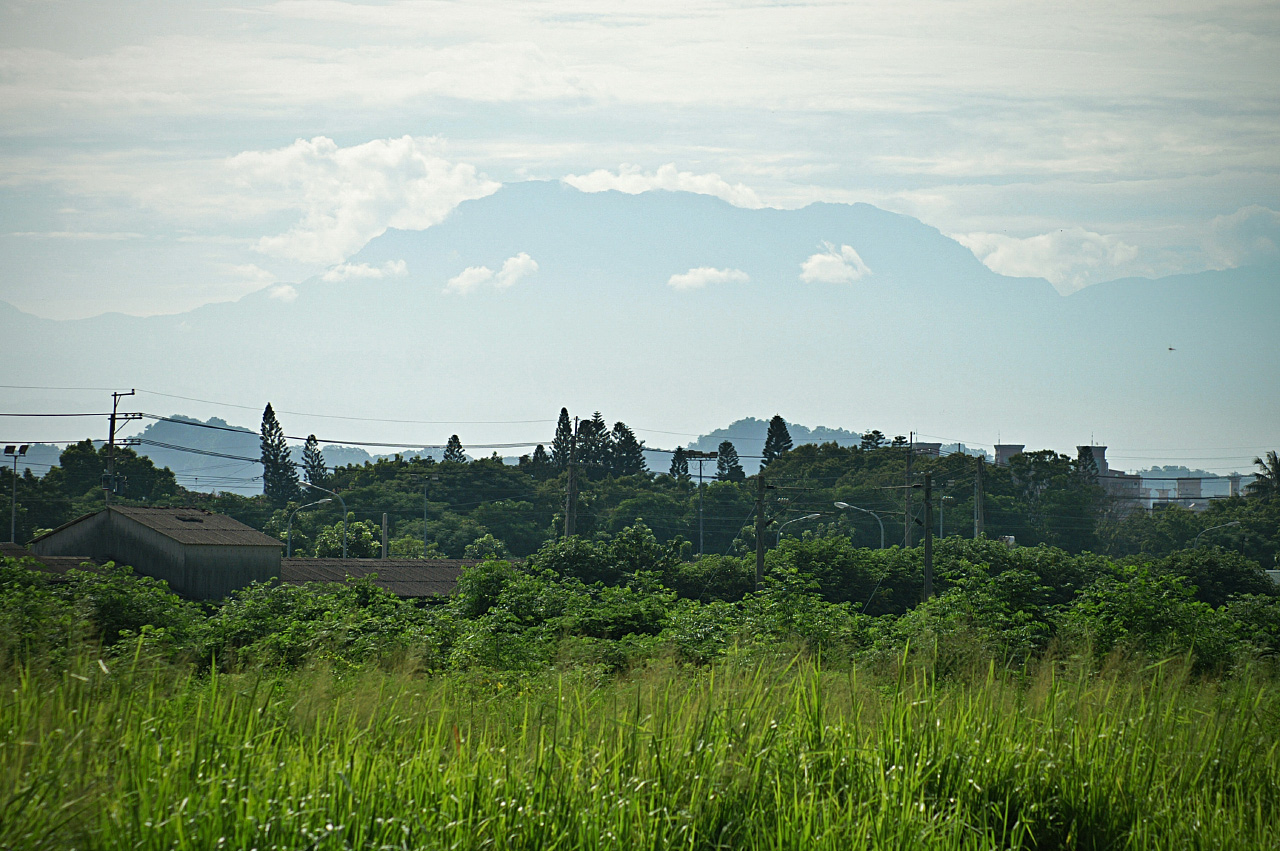
Blick auf den Dawushan
Nordgipfel des Dawushan